# アレクサンドル・アブレシモフ
アレクサンドル・オニシモヴィチ・アブレシモフ（ロシア語:Алекса́ндр Они́симович Абле́симов、英語:Aleksander Onisimovich Ablesimov 発音、1742年9月9日（旧暦では8月28日） - 1783年）は、ロシア帝国コストロマ州出身の作家、詩人、劇作家、ジャーナリスト。
1779年1月20日にモスクワで初演された喜歌劇『粉屋は魔法使いで詐欺師で仲人』（原題：Мельник – колдун, обманщик и сват／英題：The miller who was a wizard, a cheat and a matchmaker）の作者として名高い。

## 生涯
1742年9月9日（旧暦:8月28日）、ロシア帝国コストロマ州にて貧しい地主の家庭に生まれ、1758年には七年戦争に兵士として参戦した。
ロシアの詩人であるアレクサンドル・スマロコフの元で筆耕として働いていたため、スマロコフの影響を受けて劇の台本や詩を書き始めるようになる。また、役人も務めていた。
ロシアの作家であるニコライ・ノヴィコフと共に風刺雑誌『雄蜂』に詩や詩のスタイルを発表。そのため、ロシア皇帝のエカチェリーナ2世と対立した。
1779年1月20日、モスクワにて『粉屋は魔法使いで詐欺師で仲人』が初演された。なお、曲はロシアのヴァイオリニスト、作曲家であるミハイル・ソコロフスキー、同国出身の作曲家のエフスティグネイ・フォミーンが担当した。1785年11月22日、サンクトペテルブルクのエルミタージュ劇場でも公演され、その後も人気を博した。
1781年には、ノヴィコフの助けを借りて風刺雑誌『愉快な寓話詩の語り手』（Раскащик забавных басен, служащих к чтению, в скучное время; или когда кому делать нечево：退屈な時または何もすることがない時に読んで面白い寓話の語り手）を創刊したが、あまり成功せず1年ほどで廃刊となった。
1783年、コストロマ州で亡くなる。